# Gare de Berlin Yorckstraße
La gare de Berlin Yorckstraße est une gare ferroviaire allemande située sur la rue éponyme à Berlin-Schöneberg et desservie par plusieurs lignes du S-Bahn.
Elle a la particularité d'être en fait une double gare composée de deux quais centraux éloigné de 250 mètres l'un de l'autre. On distingue :
- la gare de Berlin Yorckstraße (Großgörschenstraße) à l'ouest se situe sur la ligne du Wannsee, desservie par la ligne 1 du S-Bahn de Berlin.
- la gare de Berlin Yorckstraße à l'est se situe sur la ligne de Berlin à Halle, desservie par les ligne 2, ligne 25 et ligne 25 du S-Bahn de Berlin.

## Gare de Yorckstraße (Großgörschenstraße)
- 52° 29′ 32″ N, 13° 22′ 04″ E

Située à l'ouest des ponts ferroviaires de la Yorckstraße, la gare est mise en service le 1er octobre 1891 sous le nom initial de gare de Großgörschenstraße. La gare est constituée d'un quai central accessible par escalier, escalier roulant et ascenseur. Elle est située entre les rues Yorckstraße, Mansteinstraße, Katzlerstraße et Großgörschenstraße

## Gare de Yorckstraße
- 52° 29′ 32″ N, 13° 22′ 20″ E

La gare située sur la ligne de Berlin à Halle et la ligne de Berlin à Dresde est mise en service le 1er mai 1903. Le quai central et le bâtiment voyageurs, construit par l'architecte Karl Cornelius, est placé sous protection du patrimoine culturel. Le quai est longé par la Bautzener Straße à l'ouest, le Flaschenhalspark (partie sud du Park am Gleisdreieck (de)) à l'est et le quai débouche sur la Yorckstraße au nord.

## Service des voyageurs

### Accueil
Gare DB, c'est une gare du réseau de trains de banlieue S-Bahn, comprenant deux bâtiments voyageurs. Elle est équipée de six automates pour les achats de titres de transport S-Bahn et d'un système d'information en temps réel par affichage à cristaux liquides sur les horaires des trains. Seule la gare de Yorckstraße (Großgörschenstraße) est dotée d'aménagements pour les personnes à mobilité réduite, notamment, des ascenseurs, des bandes d'éveil de vigilance sur les quais

### Desserte
La gare est desservie par les trains des lignes 1, 2, 25 et 26 du S-Bahn, tous marquant l'arrêt.
Des RegionalBahns circulent sur la ligne de Berlin à Dresde, longeant par l'est la ligne de Berlin à Halle, sans accès aux quais et sans marquer l'arrêt.

### Intermodalité
- La station de métro Yorckstraße est située entre les deux gares S-Bahn, également sur la Yorckstraße. Elle est desservie par la ligne 7 du métro de Berlin.
- La ligne d'autobus diurne M19 et nocturne N7 circulent et font halte dans la rue.